# Mydlice
Mydlice (Saponaria) je rod rostlin z čeledi hvozdíkovitých. Zahrnuje přibližně 20 druhů.

## Popis
Mydlice jsou jednoleté, dvouleté až vytrvalé byliny. Jsou mrazuvzdorné.

## Využití
Obsahují saponiny, které se přidávají do piva pro tvorbu vysoké pěny.[zdroj?]

## Zástupci
- mydlice lékařská (Saponaria officinalis)
- mydlice bazalkovitá (Saponaria ocymoides)
- mydlice žlutá (Saponaria lutea)
- mydlice kalabrijská (Saponaria calabrica)